# Tetrastichus magnicorpus
Tetrastichus magnicorpus är en stekelart som beskrevs av Muhammad Sharif Khan och Shafee 1988. Tetrastichus magnicorpus ingår i släktet Tetrastichus och familjen finglanssteklar. Inga underarter finns listade i Catalogue of Life.